# La Marquise de Brinvilliers
La Marquise de Brinvilliers est un opéra français écrit en collaboration par neuf compositeurs. La première représentation a eu lieu à la salle Ventadour de l'Opéra-Comique à Paris le 31 octobre 1831.

## Composition et représentations
Sous le Premier Empire et la Restauration, il existait des collaborations dans lesquelles un certain nombre de compositeurs travaillaient ensemble pendant de courtes périodes sur des œuvres destinées à célébrer des événements importants pour la dynastie régnante, tels qu'un mariage, une naissance ou un baptême. Ces collaborations ne duraient généralement que quelques jours et pouvaient impliquer jusqu'à quatre compositeurs. La seule œuvre majeure composée à plusieurs mains avant La Marquise de Brinvilliers avait été Le Congrès des rois, conçu dans un esprit révolutionnaire, interprété par douze compositeurs et présenté à l'Opéra-Comique le 26 février 1794,.
En 1831, l'Opéra-Comique connaît des difficultés financières et la salle Ventadour n'est plus à la mode. Émile Lubbert, le directeur de la compagnie, doit rapidement mettre en place une production réussie. Il engage Eugène Scribe et Castil-Blaze pour écrire un livret et, comme il ne peut se permettre d'attendre trop longtemps, il répartit le travail de composition entre les neuf compositeurs : Daniel Auber, Désiré-Alexandre Batton, Henri Montan Berton, Giuseppe Marco Maria Felice Blangini, François-Adrien Boieldieu, Michele Carafa, Luigi Cherubini, Ferdinand Hérold et Ferdinando Paër. Cherubini était le vieux maître du groupe des neuf musiciens, le Nestor des compositeurs. Batton était le moins connu, il était l'auteur de quelques œuvres sans succès puis travailla dans la production de fleurs artificielles. Berton, Paer, Blangini et Carafa ont dépassé leur âge d'or. Boieldieu avait connu le succès dans les années 1820. Hérold vient d'envoyer Zampa à la scène avec un grand succès. Auber est au sommet de sa gloire et de sa puissance. Une critique du Courrier de l'Europe souligna l'inclusion d'une gigue de Gossec, un compositeur d'une génération antérieure qui était mort en 1829.
L'opéra fut créé le 31 octobre 1831 et eut un nombre très modeste de représentations, trente-deux, dont la dernière fut donnée le 9 décembre, puis le théâtre ferma ses portes. Le théâtre rouvrit en janvier 1832 avec un nouveau directeur et continua à lutter pour sa survie,. Avant la fin de l'année 1831, F. Marcucci composa une Fantaisie pour harpe sur les plus beaux motifs de la Marquise de Brinvilliers. L'œuvre fut reprise en 1836 avec onze représentations. Aucune autre représentation n'est documentée.

## Personnages et interprètes de la première
| Personnage                                             | Registre vocal | Interprète (directeur : Valentino)                          |
| ------------------------------------------------------ | -------------- | ----------------------------------------------------------- |
| La marquise de Brinvilliers                            |                | Prévost, probablement la soprano Geneviève-Aimé-Zoë Prévost |
| Hortense de Montmélian, épouse de Vernillac            | soprano        | Félicité Pradher                                            |
| Arthur de Saint-Brice, jeune homme amoureux d'Hortense |                | Moreau Sainti                                               |
| M. de Vermilhac (o Vernillac)                          |                | Boulard                                                     |
| Galifard, Italien au service de la Marquise            | baryton        | Louis Féréol,                                               |
| Madelon, amie d'enfance de Hortense                    |                | Marie-Julie Boulanger                                       |
| Le premier du Roi                                      |                | Louvet                                                      |
| Un valet de Vermilhac/Vernillac                        |                | Charles                                                     |
| Un serviteur de la Marquise                            |                | Duchenet                                                    |
| M. de Coulange                                         |                | Alfred                                                      |
| invités et amis                                        |                |                                                             |

## Intrigue

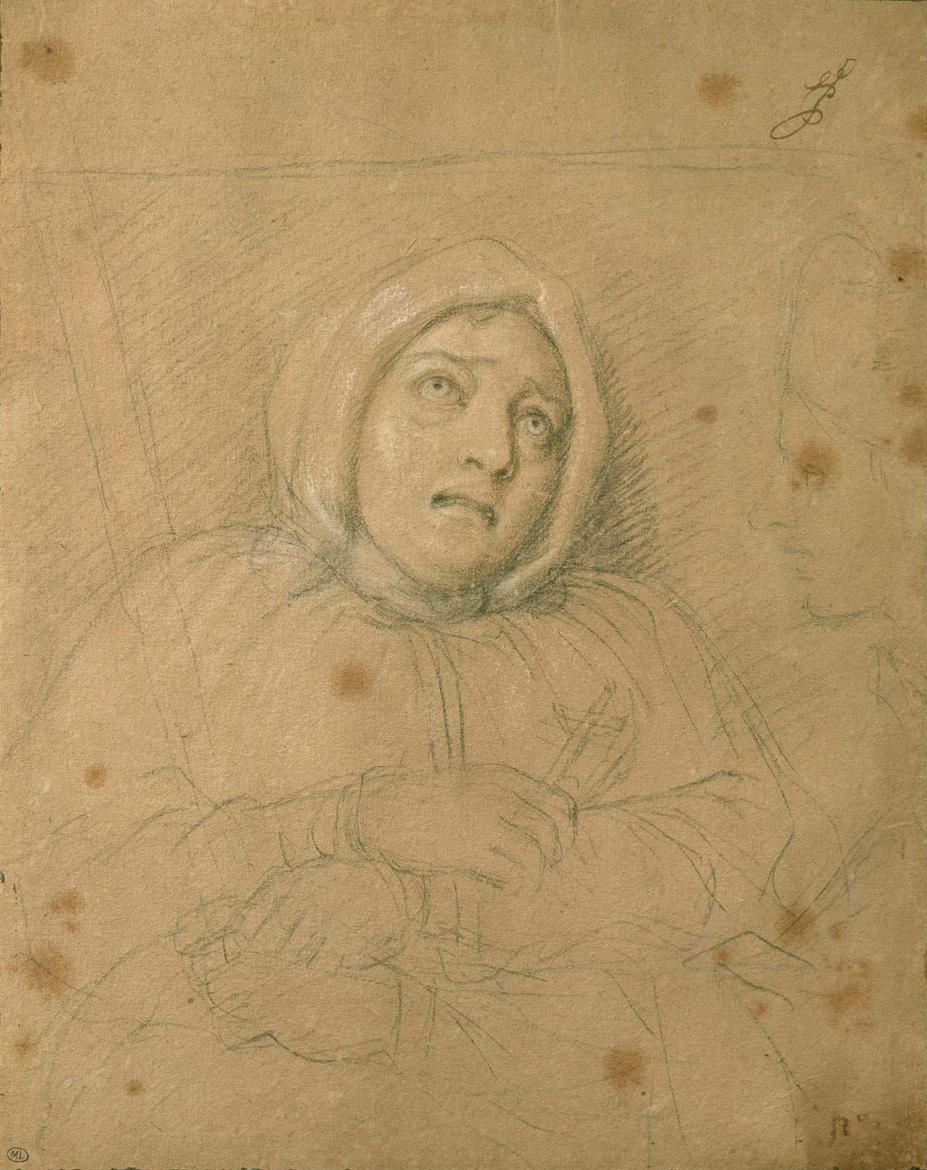
Marie-Madeleine Dreux d'Aubray, par Charles Le Brun (1676).

L'histoire est inspirée de celle de Marie-Madeleine Dreux d'Aubray, marquise de Brinvilliers, un personnage historique du XVIIe siècle qui a fait l'objet d'un procès pour meurtre qui a déclenché l'affaire des poisons, au cours de laquelle un certain nombre d'aristocrates français ont été accusés de meurtre et de sorcellerie.
Les deux premiers actes se déroulent dans la maison de Vernillac, le mari d'Hortense, à Versailles. Le troisième acte se déroule à Paris, dans le palais de la marquise, rue Neuve-Saint-Paul.
Période : sous le règne de Louis XIV, 1643-1715.
Contexte. Hortense De Montmélian et Arthur Saint-Brice sont deux amants sans fortune. La marquise, secrètement amoureuse d'Arthur, s'arrange pour qu'ils se séparent, et fait croire à chacun d'eux que c'est l'autre qui a voulu rompre leur relation amoureuse. La marquise s'arrange alors pour qu'Hortense épouse Vernillac, un riche fonctionnaire.

### Acte I
Alors que les invités arrivent pour le mariage de Vernillac et Hortense, l'homme se réjouit, tandis que la future mariée exprime sa consternation et dit à son amie Madelon combien elle se sent blessée par le silence d'Arthur. La marquise rencontre en privé son assistant Galifard et réalise qu'il en sait plus qu'elle ne l'imaginait sur sa passion pour Arthur et sur la tromperie dont les jeunes amants ont été victimes. Arthur entre et explique qu'il est venu demander conseil à la marquise. Malgré un an de séparation, il souhaite revoir la femme qu'il aime. La marquise lui ordonne de partir, mais Arthur rencontre Madelon, qui comprend aisément qu'Arthur est aussi blessé qu'Hortense et qu'il n'a jamais vu ses nombreuses lettres. Madelon se précipite pour tenter d'empêcher le mariage, mais Hortense et Vernillac reviennent, fraîchement mariés. Au milieu de la liesse générale, Hortense et Arthur se reconnaissent.

### Acte II
Hortense et Arthur se rencontrent et se réconcilient. La marquise les interrompt et, cachant son amour pour Arthur et sa haine pour sa rivale, les convainc de se séparer de peur que Vernillac ne devienne encore plus soupçonneux qu'il ne l'est déjà. Arthur écrit une lettre à Hortense et Madelon tente de la faire passer en échappant à la surveillance de Vernillac, en la cachant dans un panier sous un bouquet de roses pour Hortense. La marquise a eu connaissance de la lettre et y a ajouté un poison imperceptible mais à action rapide, qui lui permettra de se débarrasser de sa rivale. Hortense et Vernillac, mari extrêmement jaloux, s'apprêtent à quitter le bal des noces. Vernillac entend Madelon chuchoter à Hortense et saisit l'expression "dans le panier". Lorsqu'ils sont enfin seuls, Vernillac, avec une véhémence croissante, harcèle Hortense en lui faisant part de ses doutes sur les prétendus secrets qu'elle lui cacherait. Hortense défend d'abord sa loyauté, mais elle ne peut cacher ses sentiments et finit par admettre qu'une lettre est cachée parmi les fleurs. Vernillac arrache le bouquet du panier, en hume le parfum et tombe raide mort. Hortense crie au secours et les invités du mariage entrent et expriment leur étonnement général.

### Acte III
La Marquise, seule, regarde des lettres que Galifard lui a renvoyées. Elle craint que Galifard ne la fasse chanter. Au fond du portefeuille de Galifard, la marquise trouve un compartiment secret avec un paquet rouge rempli de poudre, et comprend qu'il s'agit de l'antidote qui l'a sauvé d'une tentative d'empoisonnement. La marquise remplace l'antidote par un poison à action lente. Galifard arrive et parle de leur possible mariage. Elle est contrariée, mais fait semblant d'être d'accord avec lui. Lorsqu'on apporte le thé, la marquise ajoute du sucre dans sa tasse, tandis que Galifard verse la poudre de son paquet rouge en disant qu'il s'agit d'un médicament. Ils discutent de leur prochain voyage en Italie et de leur bonheur futur. Lorsque Galifard s'en va, la marquise se réjouit à l'idée qu'il sera mort dans une heure.
La scène change. Hortense apparaît en deuil de Vernillac. Arthur supplie la marquise de demander à Hortense de le recevoir. La marquise, au contraire, insinue à Hortense qu'Arthur a peut-être empoisonné Vernillac. Hortense imagine qu'Arthur va fuir la France pour éviter d'être arrêté. Hortense se sent opprimée, veuve depuis peu et sur le point de perdre Arthur. Lorsqu'Arthur s'approche d'elle, Hortense refuse de lui parler, disant qu'elle est prête à entrer au couvent. Arthur, furieux, se prépare à partir, tandis que la marquise savoure son triomphe sur la séparation réussie des amants. Soudain, Galifard entre, réduit à l'état de spectre et pris de convulsions. Dans ses dernières forces, il accuse la marquise d'avoir empoisonné Vernillac. Tout s'éclaire aussitôt. La marquise est emmenée pour être jugée et, tandis que Galifard expire, elle le regarde d'un air de triomphe et de vengeance.

## Critique
Une longue critique dans le Courrier d'Europe a qualifié cet opéra de « plus intéressant que Ventadour ait offert depuis longtemps. » La Revue des deux mondes trouve que la musique manque d'unité, mais note qu'« un duo d'Auber dans la troisième a été très applaudi. La tragédie est bien construite et touchante. Il y a beaucoup de venin, mais on manie la vraisemblance. Malheureusement, un duo ne fait pas un opéra, pas même un opéra-comique. »
Frédéric Chopin, quant à lui, a écrit qu'il aurait été difficile de réunir un meilleur groupe pour un tel travail de collaboration : Je ne me suis pas ennuyé et ce n'est pas une œuvre dont on peut rire..

## Contributions
- Daniel Auber
  - Duo de l'acte III[11]
- Désiré-Alexandre Batton
  - Duo et finale de l'acte I[12]
- Henri Montan Berton
  - Extraits du troisième acte[12]
- Felice Blangini
  - No. 3, Récitatif et Aria : "Oui mon repos l'exige"
  - No. 5, Rondo : "De ces lieux que j'abhorre"
  - No. 6, Duo : "Un mot encore, un mot, Madame"[13]
- François-Adrien Boieldieu
  - Chansons[12],[14]
- Michele Carafa
  - Ouverture, finale de l'acte II[8],[15].
  - Duo du deuxième acte[8]
- Luigi Cherubini
  - Introduction de l'acte I (perdue)[16]
- Ferdinand Hérold
  - Finale du troisième acte[8],[12]
- Ferdinand Paer
  - Aria italien[12]

## Partition
La partition a été publiée au Magasin de musique de Pacini à Paris.